# كريستين هنرييت من بالاتينات-تسفايبروكن
كريستين هنرييت من بالاتينات-تسفايبروكن-بيركنفلد (16 نوفمبر 1725؛ ريبوفيل - 11 فبراير 1816؛ أرولسن)؛ أصبحت أميرة فالدك وبيرمونت بعد زواجها من ابن عمتها كارل أوغست الذي أصبح قائد القوات الهولندية خلال حرب الخلافة النمساوية، كريستين هنرييت هي الابنة الصغرى لدوق كريستيان الثالث من تسفايبروكن وزوجته كارولين من ناساو ساربروكن.
بعد وفاة زوجها عام 1763، أصبحت الوصية على ابنها البكر منذ عام 1764 حتى 1766، وأيضا أمرت ببناء القلعة الجديدة في أرولسن.
تعتبر كريستين هنرييت متعلمة تعليماً ممتازاً في الفنون والعلوم، بحيث أصبحت صديقة مقربة لعالم الأنثروبولوجيا يوهان فريدريش بلومنباخ، وأيضا جمعت مكتبة شاملة، ضمت بحلول عام 1788 حوالي 6000 مجلد، وفي قلعة أرولسن الخاصة بها احتفظت بمجموعة فنية والتي شملت أيضا التاريخ الطبيعي، وعندما توفيت في 1816، تركت وراءها دينًا كبيرًا، ولهذا السبب تم بيع أجزاء من مكتبتها ومجموعتها الفنية بالمزاد العلني في عام 1820، ودُفنت في حديقة قلعتها الجديدة في أرولسن.
من خلال أشقائها هي خالة فريدريكه لويزه ملكة بروسيا والدوقة الكبرى ناتاليا أليكسييفنا الروسية وعمة أمالي ملكة ساكسونيا وماكسيمليان الأول يوزف ملك بافاريا، ومن خلال أبنائها هي جدة فيلهلمينا ملكة هولندا من الجيل الرابع، ومن نسلها أيضا كارل السادس عشر غوستاف ملك السويد.